# Ni Dieu ni Maître (Zeitung)

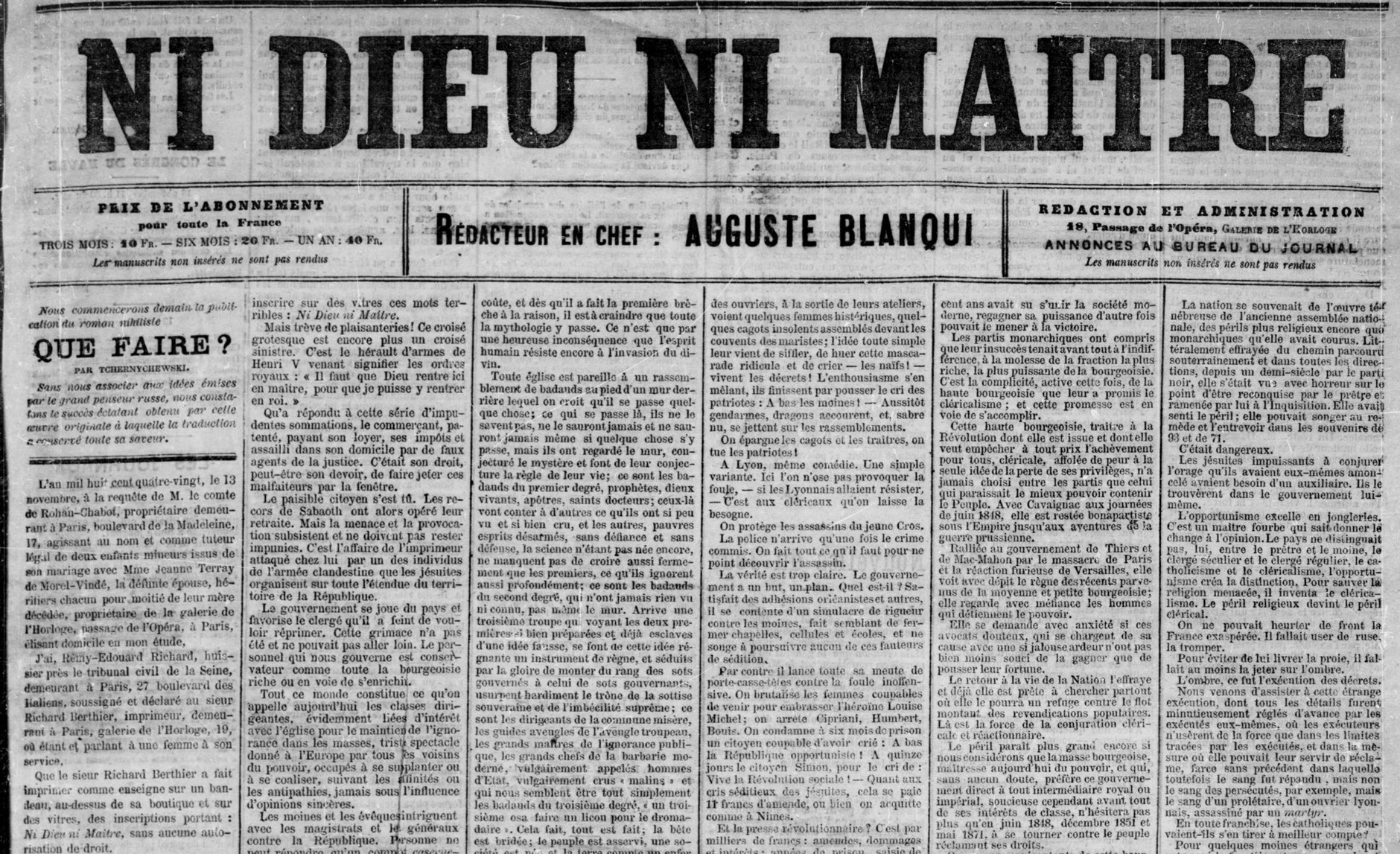
Erstausgabe von Ni Dieu ni Maître

Ni Dieu ni Maître (Weder Gott noch Herr) ist der Titel einer 1880 von Auguste Blanqui gegründeten und bis 1885 bestehenden französischen Zeitschrift. Der Begriff wurde danach zu einer Devise der anarchistischen Szene.

## Geschichte
Die erste Ausgabe von Ni Dieu ni Maître erschien am 20. November 1880. Die Zeitung erschien täglich bis einschließlich 13. Dezember (Nr. 24). Ab dem 19. Dezember (Nr. 25) erschien sie wöchentlich. Blanqui starb am 1. Januar 1881, aber die Zeitung erschien noch bis zum 6. November (Nr. 71). Nach einer einjährigen Unterbrechung wurde die Zeitung am 5. November 1882 (Nr. 72) wieder aufgenommen und erschien nun jährlich. Drei letzte Ausgaben erschienen: am 4. November 1883 (Nr. 72), am 2. November 1884 (Nr. 72 ter) und am 1. November 1885 (Nr. 72).
Zu den Mitarbeitern gehörten unter anderem Émile Eudes, Ernest Granger, Louis-Auguste Rogeard und Édouard Vaillant.

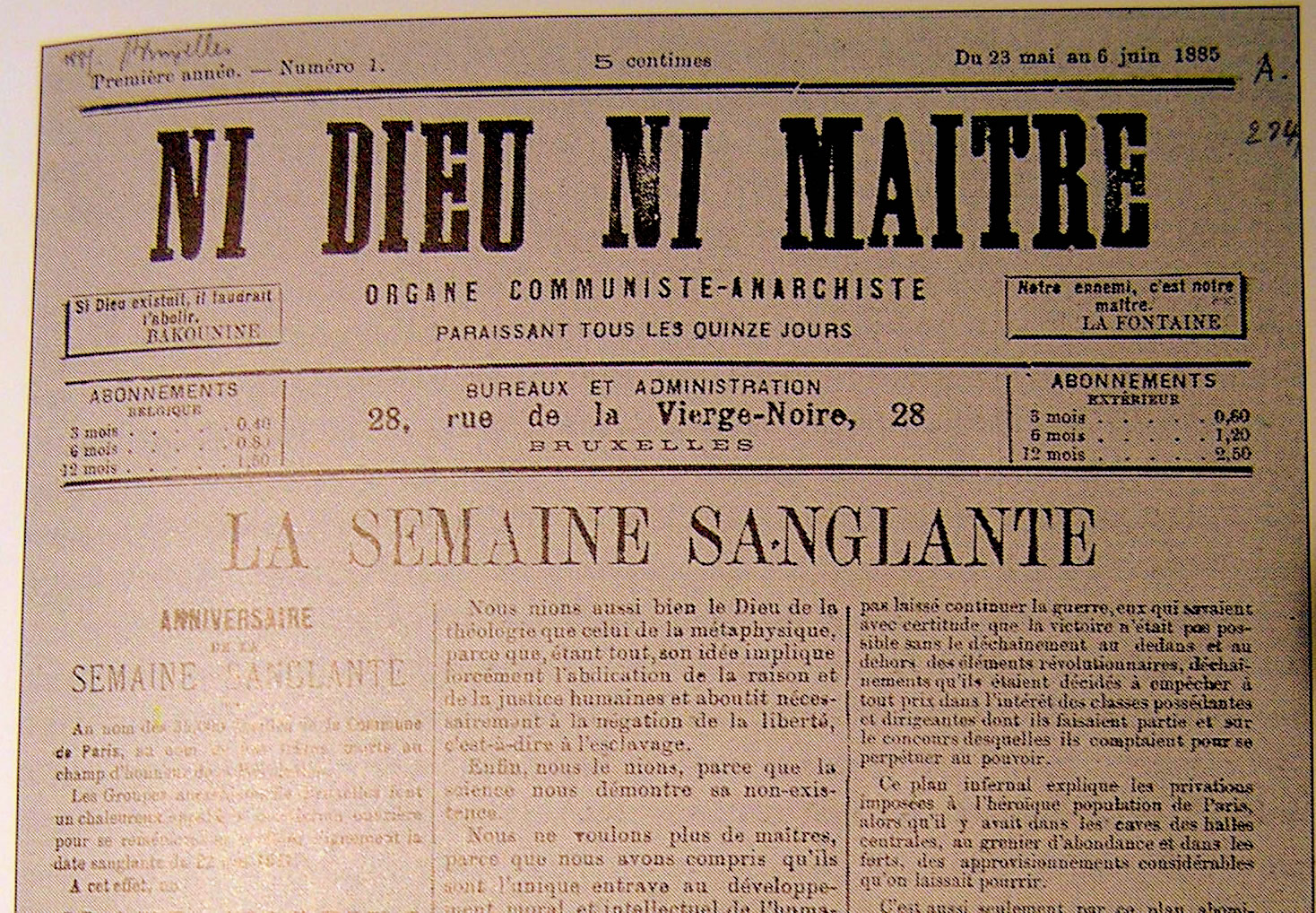
Belgische Ausgabe

Eine Zeitung mit gleichlautendem Namen bestand 1885 und 1886 in Belgien.

## Polemik
1888 schrieb die katholische Zeitung La Croix: „Die Zeitung Ni Dieu ni maître erweckte einen tiefen Ekel; sie war noch keinen Monat alt, als der älteste Revolutionär Blanqui, der in den Saal Ragache gekommen war, um eine heftige Rede gegen Gott und die Gesellschaft zu halten, die rote Fahne und das Blut anderer verlangte. Als er hinausging, wurde er von einer Lähmung ergriffen und starb fast plötzlich. ... Die Zeitung Ni Dieu ni maître wurde zusammen mit dem Patron begraben, der so oft der Todesstrafe entgangen war, um nach einer letzten Warnung wahrscheinlich direkter von der Hand Gottes getroffen zu werden.“